# 桑马尔拉皮勒
桑马尔拉皮勒（法語：Cinq-Mars-la-Pile，法語發音：[sɛ̃ maʁ la pil] ⓘ）是法国安德尔-卢瓦尔省的一个市镇，位于该省西部，卢瓦尔河右岸，属于希农区。

## 地理
桑马尔拉皮勒（47°20'51"N, 0°27'42"E）面积20.11 平方千米，位于法国中央-卢瓦尔河谷大区安德尔-卢瓦尔省，该省份为法国中西部省份，北起萨尔特省、东北接卢瓦-谢尔省，东南接安德尔省，南至维埃纳省，西临曼恩-卢瓦尔省。
与桑马尔拉皮勒接壤的市镇（或旧市镇、城区）包括：贝尔特奈、图赖讷地区马济耶尔、圣艾蒂安德希尼、维朗德里、朗热。

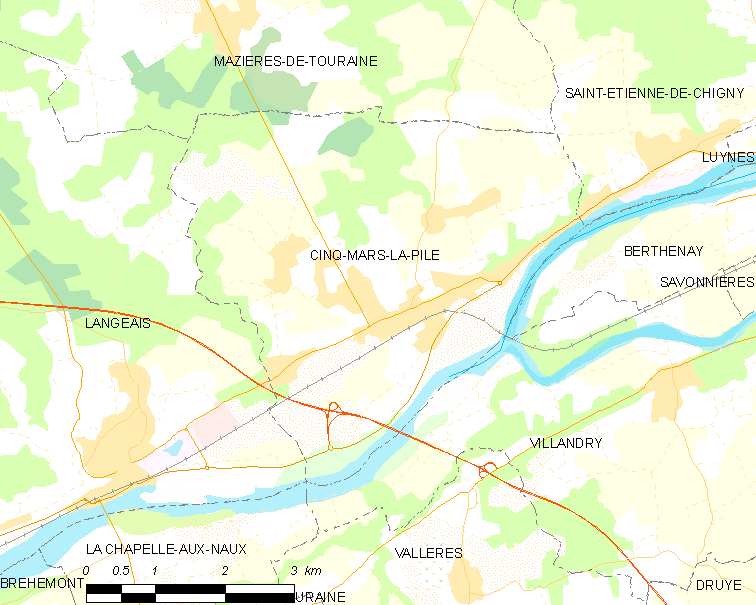
桑马尔拉皮勒的OSM定位图

桑马尔拉皮勒的时区为UTC+01:00、UTC+02:00（夏令时）。

## 行政
桑马尔拉皮勒的邮政编码为37130，INSEE市镇编码为37077。

## 政治
桑马尔拉皮勒所属的省级选区为朗热县。

## 人口

1962-2008年间桑马尔拉皮勒人口变化图示

桑马尔拉皮勒于2022年1月1日时的人口数量为3943人。

## 建筑
- 法兰涅勒城堡